# Gilberto Hernandez
Gilberto Gil Góes Hernandez (Rio de Janeiro, 7 de março de 1970) é um ator e apresentador brasileiro. Carioca de ascendência venezuelana, Hernandez tem mais de 20 anos de carreira. Formado no curso de Artes Cênicas na Universidade do Rio de Janeiro, no teatro, atuou em mais de 20 espetáculos. Apresentou programas na Net TV, TV Senac e Sport TV. Já fez mais de 300 filmes publicitários, Além disso, sempre é contratado como Mestre de Cerimônias para eventos de companhias nacionais e internacionais. Em 2017, participou da novela Apocalipse, na qual interpretou Jonathan Gudman, um judeu laico que morre no tsunâmi.

## Trabalhos na TV
| Ano  | Título                         | Papel                         | Notas                          | Ref.              |
| ---- | ------------------------------ | ----------------------------- | ------------------------------ | ----------------- |
| 1997 | A Justiceira                   | Rudy                          | Episódio "Cinzas no Planalto"  |                   |
| 1997 | Por Amor                       | Playboy na cadeia             | Participação                   |                   |
| 1998 | Meu Bem Querer                 | Ivan                          | Participação                   |                   |
| 2005 | Floribella                     | Ricardo Pacheco               |                                |                   |
| 2007 | Desejo Proibido                | Dr. Amilcar Noronha (Noronha) |                                | [ 1 ]             |
| 2008 | Faça Sua História              | Paulo                         | Episódio: "Em Nome dos Filhos" |                   |
| 2009 | A Favorita                     | Detetive Borges               | Episódio: "1 de janeiro"       |                   |
| 2009 | A Lei e o Crime                | Promotor Lopes                | Participação                   |                   |
| 2009 | Acampamento de Férias          | Monitor do acampamento        | Participação (1ª temporada)    |                   |
| 2013 | Malhação Casa Cheia            | Matias Hernandez (Hernandez)  | Participação                   | [ 2 ] [ 3 ] [ 4 ] |
| 2016 | A Terra Prometida              | Rei Pirã                      | Participação                   | [ 5 ]             |
| 2017 | Malhação: Pro Dia Nascer Feliz | Dante                         | Participação                   |                   |
| 2017 | Apocalipse                     | Jonathan Gudman               | Participação (1ª fase)         | [ 6 ]             |
| 2018 | O Outro Lado do Paraíso        | Comprador de esmeraldas       | Participação                   |                   |
| 2018 | Segundo Sol                    | Juiz no julgamento de Luzia   | Episódio: "21 de agosto"       |                   |
| 2020 | Salve-se Quem Puder            | Pancho                        |                                | [ 7 ] [ 8 ] [ 9 ] |
| 2023 | Sala dos Professores           | Beto                          |                                |                   |
| 2023 | Reis                           | Ambaris, rei de Tabal         | Fase: A Sucessão               | [ 10 ]            |
| 2024 | Família É Tudo                 | Estêvão                       | Episódio: "9 de maio"          | [ 11 ]            |
| 2024 | Volta por Cima                 | Rafa                          |                                |                   |

## No Teatro
| Ano | Título                                    |
| --- | ----------------------------------------- |
| —   | Os Últimos Remorsos antes do Esquecimento |
| —   | A Índia é Aqui!                           |

## No Cinema
| Ano  | Título             | Papel               | Notas | Ref. |
| ---- | ------------------ | ------------------- | ----- | ---- |
| 2004 | A Dona da História | Cristiano/Soapopera |       |      |
| 2013 | Divã               |                     |       |      |